# 螺髻山仙人洞
螺髻山仙人洞地处中国四川凉山西昌南部，距离邛海直线距离约10公里，西溪乡至安哈镇镇口左转即到，是典型的喀斯特地貌特征。仙人洞长约10000米，分为上中下三成，其中已经开发了中层约700米的旅游线路。其溶洞内部终年潮湿闷热，形成的钟乳石多为石柱，尤其石瀑是其特色，形态呈多样化趋势。